# 練り餌

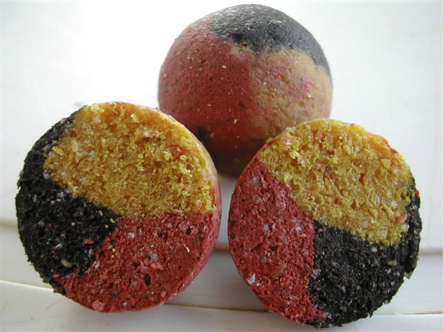
ボイリー

練り餌（ねりえ）とは、　釣り用の餌の一種で、材料を水で練って作ったものをいう。バリエーションは多彩で、最近ではボイリーという硬く茹でた喰わせ餌が海外から入ってきた。

## 材料
小麦粉、味噌、マッシュポテト、さなぎ粉などが用いられる。

## 用途
ヘラブナやコイなど、植物性の餌を好む魚を釣るときに用いられる。練り餌は水に溶けて周りに拡散するので、まき餌としての効果もある。